# Ornithoctoninae
Ornithoctoninae es una subfamilia de arañas migalomorfas de la familia Theraphosidae. La subfamilia Ornithoctoninae también conocidos como "tigres de tierra" son un grupo de tarántulas del Viejo Mundo que se encuentran principalmente en el Sudeste Asiático, sur de China y Borneo. En esta subfamilia se incluyen especies muy agresivas.

## Géneros
- Citharognathus Pocock, 1895
- Cyriopagopus Simon, 1887
- Haplopelma Simon, 1892
- Lampropelma Simon, 1892
- Ornithoctonus Pocock, 1892
- Phormingochilus Pocock, 1895